# NK Seljak Koška
NK Seljak je nogometnil klub iz Koške nedaleko Našica  u Osječko-baranjskoj županiji.
NK Seljak je član Nogometnog središta Našice, te Nogometnog saveza Osječko-baranjske županije. U klubu treniraju četiri kategorije:početnici, pioniri, juniori i seniori, a aktivni su povremeno i veterani koji igraju prijateljske utakmice s ekipama iz okolnih mjesta. Klub se financira donacijama sponzora, a najviše dotacijama iz proračuna općine Koška uz čiju je veliku pomoć krajem 90. - tih je izgrađena natkrivena tribina s 300. sjedećih mjesta. NK Seljak je bio član Nogometnog središta Našice do 1994. kada prelazi u Nogometno središte Valpovo zbog ustroja županija. Klub se 2014. vraća pod nadležnost Nogometnog središta Našice i natječe se u sklopu 2. ŽNL NS Našice. 
Klub je osnovan 1919. i pripada među najstarije klubove u našičkom kraju i Slavoniji.
2021. klub se ispada u nižu ligu 3. ŽNL Liga NS Našice.
2022. klub se vraća u 2. ŽNL Liga NS Našice.

## Vanjske poveznice
- http://www.nogos.info/  Arhivirana inačica izvorne stranice od 22. svibnja 2016. (Wayback Machine)